# 2009-ben felfedezett nevezetes exobolygórendszerek listája
A 2009-ben felfedezett nevezetes exobolygó-rendszerek listája.

## HAT–P–11 b
A Neptunusznál kicsit nagyobb tömegű (25 földtömeg) és sugarú (4,7 földsugár) fedési exobolygó főleg nehezebb anyagokból, fémből, kőzetből és jégből állhat, a felszínén lévő gázréteg viszonylag kisebb lehet. Az egyik legnehezebb fedési exobolygó-felfedezés, a Napunktól 120 fényévre lévő központi csillag (mely ráadásul változócsillag) fényességcsökkenése a központi csillag területének 0,4%-ára kiterjedő fedés alatt mindössze 4,2 millimagnitúdó. A bolygópálya viszonylag excentrikus, e=0,2, a keringés periódusa 4,88 nap. A radiálissebesség-mérések egy második bolygót is valószínűsítenek a rendszerben. A központi csillag a Hattyú csillagképben található, a Kepler űrtávcső által megfigyelt égterületen, így a rendszerről a jövőben sokkal több adat lesz elérhető.

## CoRoT-7 b
Az eddig felfedezett legkisebb exobolygó, sugara a Földének kevesebb mint kétszerese, tömege 5-10 földtömeg. Csillagához igen közel, 0,017 CsE távolságra kering, 20 óránként megtéve egy fordulatot. Valószínűleg kőzetbolygó, esetleg óceánbolygó, felszíni hőmérséklete 1000-1500 °C. A COROT műhold fedezte fel, fedési módszerrel.

## Gliese 581 e
A Gliese 581 vörös törpe körül az ESO HARPS spektrográfjával, radiálissebesség-módszerrel felfedezett negyedik bolygó. A 3,15 nap periódusú pályán keringő bolygó tömege az eddigi legkisebb, mindössze 1,9 földtömeg, ezzel a bolygó radiális sebességét mindössze 2 m/s-mal változtatja meg.

## HAT–P–12 b
A Szaturnusznál könnyebb bolygó, mely a Canes Venaticiben, a Földtől 465 fényévre lévő csillagát 3,21 naponta járja körbe. A felfedezés érdekessége, hogy a HATNet csapatától függetlenül egy portugál amatőrcsillagász is felfedezte, így ez az első exobolygó, amit amatőrcsillagász fedezett fel.

## VL–10b
A 20 fényévre lévő VL 10 M színképtípusú vörös törpe körül keringő, 6 Jupiter-tömegű bolygó. A Hale-teleszkópra szerelt 16 megapixeles STEPS (Stellar Planet Survey) CCD-vel fedezték fel. Az első asztrometriai módszerrel felfedezett exobolygó, emellett, mivel a VL 10 sokáig az ismert legkisebb tömegű csillag volt, felfedezésekor a legkisebb tömegű csillag körül keringő bolygó. A rendszer érdekessége, hogy a központi csillag élete elég hosszú ahhoz, hogy a körülötte keringő bolygó, mozgási energiájából folyamatosan veszítve, összeolvadjon vele, így az üzemanyaggal töltse fel, meghosszabbítva élettartamát.

## HAT–P–13 b,c
A két bolygó a GSC 3416-00543 nevű, 10,62 magnitúdós G4 színképtípusú csillag körül kering. A HAT–P–13 b-t a HATNet fedezte fel fedési módszerrel, a c létét a felfedezést radiálissebesség-módszerrel ellenőrző Keck I távcsőre szerelt HIRES spektrométer adatainak elemzésével mutatták ki. A b a központi csillagot közel körpályán, 2,92 naponta megkerülő forró jupiter, 0,85 Jupitertömeggel és 1,28 Jupitersugárral. A külső, nagyon elnyúlt pályán (e=0,691) keringő bolygó keringési periódusa 428,5 nap, tömegparamétere a Jupiter 15,2-szerese (mivel nem biztos, hogy a Napunk a pályasíkjában fekszik, tömege lehet nagyobb is a rálátás szöge alapján).

## WASP–17 b
Az első olyan exobolygó, mely csillagának forgási irányával ellentétesen kering. Fedési exobolygó, csillagának forgásához képesti keringési irányára a csillag színképének átvonuláskori változásából következtettek, ekkor ugyanis a féloldalasan eltakart csillagperem távolodása a Doppler-effektussal mérhető. A Scorpiusban, 1000 fényévre lévő, F6 színképtípusú csillag körül kering, mérete a Jupiterének kétszerese, tömege a fele. Alakja a túl közeli napjának következtében a sarkoknál erősen „belapult”.

## WASP–18 b
Csillagához igen közel keringő, 10 Jupiter tömegű bolygó, keringési periódusa kevesebb, mint egy nap. 1 millió éven belül szükségszerűen annyira megközelíti csillagát, hogy az árapály-erők hatására szétesik. A végzetéhez ennyire közel lévő bolygók felfedezésének aránya olyan kicsi, hogy felmerült, hogy a bolygórendszerek viselkedésére vonatkozó jelenlegi elméletek tévesek, és a rendszer hosszabb ideig stabil.

## GJ 758 B
A fősorozati, G színképtípusú (azaz a Naphoz meglehetősen hasonló) csillag körül keringő égitestet a Subaru távcsőre szerelt új képalkotó koronagráffal (HiCIAO) örökítették meg. Az 50 fényévre lévő csillagtól a bolygó jelenleg 29 Csillagászati Egységre van (ez körülbelül a Neptunusz távolsága a Naptól), becsült tömege 10-40 naptömeg, azaz jó eséllyel barna törpe. A felvételen valószínűleg egy második bolygó is látszik, melynek a GJ 758 c nevet adták.